# Marlene Svazek

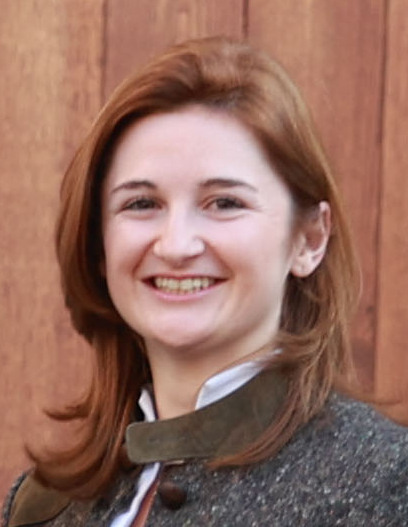
Marlene Svazek, 2023

Marlene Svazek (* 13. Mai 1992 in Salzburg) ist eine österreichische Politikerin (FPÖ). Sie ist Landesparteiobfrau der teilweise rechtsextremen FPÖ Salzburg und Bundesparteiobmann-Stellvertreterin. Von November 2017 bis Juni 2018 war sie Abgeordnete zum österreichischen Nationalrat, von 2018 bis 2023 war sie Abgeordnete zum Salzburger Landtag und Klubobfrau des Freiheitlichen Landtagsklubs. Von Jänner bis Mai 2018 war sie kurzzeitig einer der beiden Generalsekretäre der Bundes-FPÖ. Seit dem 14. Juni 2023 ist sie Landeshauptmannstellvertreterin in der Landesregierung Haslauer jun. III und der Landesregierung Edtstadler.

## Schule und Studium
Marlene Svazek wuchs in Großgmain auf, besuchte dort die Volksschule und maturierte 2010 am Bundesgymnasium Zaunergasse in der Stadt Salzburg. Anschließend studierte sie von 2010 bis 2013 Politikwissenschaften an der Universität Salzburg und schloss das Studium im Jahr 2013 mit einem Bachelor ab. Svazek ist seit 2013 auch im Master-Lehrgang der Universität Salzburg im Fachbereich Politikwissenschaften inskribiert. 

## Politik
Im Jänner 2013 begann Svazek im damaligen Freiheitlichen Landtagsklub Salzburg Vollzeit als politische Referentin zu arbeiten. 
Seit Juni 2016 führt Svazek die FPÖ-Landespartei Salzburg an und ist dort aktuell Klubobfrau im Salzburger Landtag. Svazek war Landesspitzenkandidatin für die Nationalratswahl am 15. Oktober 2017.
Am 12. Jänner 2018 wurde sie zur Generalsekretärin der FPÖ gewählt, am 5. Mai 2018 wurde bekannt, dass sie aus dieser Funktion zurücktreten werde, um nach der Landtagswahl 2018 politisch nach Salzburg zurückzukehren. Nach der Landtagswahl in Salzburg 2018, bei der sie FPÖ-Spitzenkandidatin war, wurde sie zu Beginn der 16. Gesetzgebungsperiode am 13. Juni 2018 als Abgeordnete zum Salzburger Landtag angelobt und führte dort bis Juni 2023 den Freiheitlichen Landtagsklub als Klubobfrau an. Im Nationalrat folgte ihr Volker Reifenberger nach, als FPÖ-Generalsekretär Christian Hafenecker.
Im September 2018 wurde bekannt, dass sie bei der Gemeinderatswahl 2019 als FPÖ-Spitzenkandidatin in ihrer Heimatgemeinde Großgmain antreten werde. Bei der Bürgermeisterwahl erreichte sie zwar 32,97 Prozent der Stimmen, der ÖVP-Kandidat erzielte jedoch bereits im ersten Wahlgang mit 54,3 Prozent die absolute Mehrheit. Svazek ist dort Vizebürgermeisterin und Fraktionsobfrau der zweitstärksten Gemeindefraktion.
Seit September 2019 ist Svazek Bundesparteiobmann-Stellvertreterin.
Bei ihrem bereits dritten Antritt beim Parteitag der Salzburger Freiheitlichen konnte Svazek am 1. Oktober 2022 ihr bisher bestes Ergebnis mit 97,8 Prozent der Delegiertenstimmen erreichen. Marlene Svazek wurde von den Parteigremien der FPÖ Salzburg außerdem einstimmig zur Spitzenkandidatin für die Salzburger Landtagswahl am 23. April 2023 nominiert.
Seit dem 14. Juni 2023 ist sie Landeshauptmannstellvertreterin in der Landesregierung Haslauer jun. III. Bei der Nationalratswahl 2024 kandidierte sie auf einer Regionalwahlkreisliste und erhielt 6222 Vorzugsstimmen. Sie erreichte damit die für eine Vorreihung nötigen 14 Prozent an Parteistimmen und hatte damit Anspruch auf das FPÖ-Grundmandat, nahm dieses aber nicht an.

## Rezeption
Die Menschenrechtsorganisation SOS Mitmensch kritisierte im Dezember 2020 die FPÖ Salzburg für deren „fortgesetzte Nähe zur rechtsextremen ‚Identitären-Szene‘“. Konkreter Anlass war ein Inserat der Salzburger FPÖ im Magazin Info-direkt, dessen Inhalte nach Einschätzung des DÖW „alle wesentlichen Bestimmungsmerkmale des Rechtsextremismus erfüllen“. Svazek rechtfertigte das Inserat damit, dass die Partei mit ihrer Kritik an den Coronamaßnahmen der Regierung nur schwer in den Medien durchkomme. An das Magazin seien knapp 2000 Euro geflossen. Trotz der Rechtsextremismus-Vorwürfe habe sie „keine Berührungsängste“, denn man müsse deswegen nicht die Inhalte des Magazins gutheißen. Man inseriere ja auch in der Kronen Zeitung, obwohl man da beschimpft werde.
2021 posierte Svazek auf Instagram zusammen mit einem ehemaligen Salzburger RFJ-Obmann, der wiederholt wegen seiner Kontakte in die rechte Szene aufgefallen war. Beide machten dabei ein „Okay“-Handzeichen, das in  der Rassistenszene für »White Power« steht, für Außenstehende aber auch als »Okay« verstanden werden kann.